# 塞取多工機

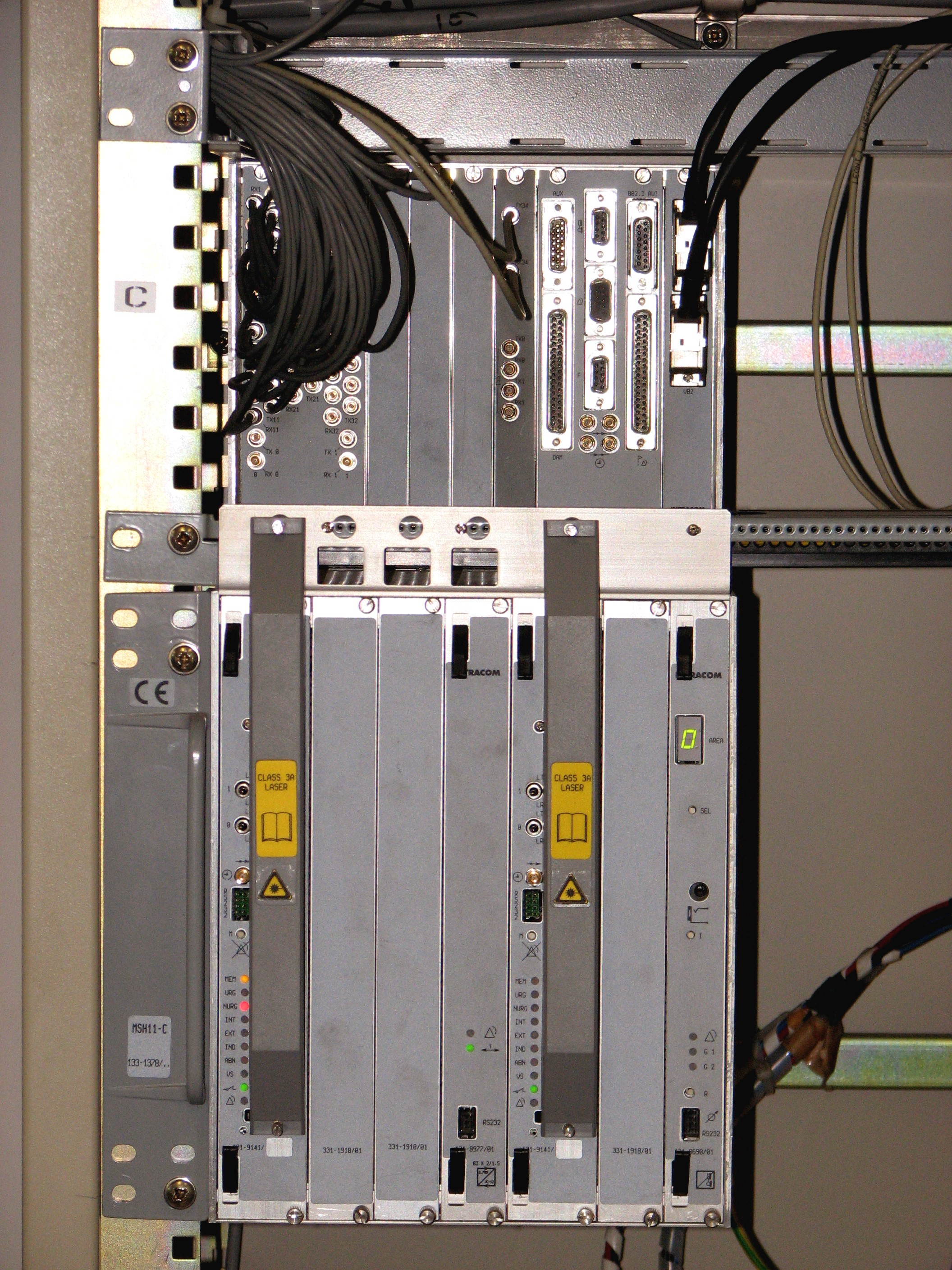
塞取多工機

塞取多工機（ADM, Add-Drop Multiplexer）是電信傳輸網路中很重要的元件。多工機將許多低頻寬的信號合在一起成為一個高頻寬的信號。而塞取多工機具有將低頻寬信號「塞進」（add）一個既有的高頻寬信號流，以及從一個既有的高頻寬信號流「取出」（drop）其中的低頻寬信號。就像是汽車要行駛進高速公路上或者駛離高速公路一般，塞取多工機的功用類似於高速網路中的交流道一般。
ADM可以用在長距離的骨幹網路中以及短距離的都會網路。近來的ADM被稱為「多服務SONET/SDH」（或者是MSPP）設備，除了包含傳統ADM的功能，更有電路交接功能。多服務ADM不僅可以取代傳統ADM設備，也可以連上乙太網路，提供區域網路的功能。
在2003年底，由於SONET/SDH網路的成長，多服務ADM的銷售量超越傳統ADM。在營運商不斷投資下又發展出新興的ADM稱之可調式光塞取多工機（ROADM, Reconfigurable Optical Add-Drop Multiplexer）。

## 另見
- 光塞取多工機（Optical add-drop multiplexer）